# Distretto di Huimbayoc
Il distretto di Huimbayoc è uno dei quattordici distretti  della provincia di San Martín, in Perù. Si trova nella regione di San Martín e si estende su una superficie di 1.609,07 chilometri quadrati.

Istituito il 30 dicembre 1953, ha per capitale la città di Huimbayoc; al censimento 2005 contava 4.539 abitanti.